# Dekanat Lubań
Dekanat Lubań – jeden z 28 dekanatów w rzymskokatolickiej diecezji legnickiej.

## Parafie
W skład dekanatu wchodzi 13 parafii:
- Parafia św. Mikołaja – Henryków Lubański
- Parafia Najświętszego Serca Pana Jezusa i św. Jakuba Apostoła – Lubań
- Parafia Narodzenia Najświętszej Maryi Panny – Lubań
- Parafia św. Jadwigi Śląskiej – Lubań
- Parafia św. Maksymiliana Marii Kolbego – Lubań
- Parafia Świętej Trójcy – Lubań
- Parafia św. Józefa Oblubieńca Najświętszej Maryi Panny – Olszyna
- Parafia Macierzyństwa Najświętszej Maryi Panny – Pisarzowice
- Parafia Matki Bożej Królowej Polski – Radogoszcz
- Parafia Objawienia Pańskiego – Radostów Średni
- Parafia św. Katarzyny Aleksandryjskiej – Rudzica
- Parafia św. Antoniego z Padwy – Siekierczyn
- Parafia Wniebowzięcia Najświętszej Maryi Panny – Zaręba